# Большое Хавино
Большое Хавино — деревня в Кичменгско-Городецком районе Вологодской области.
Входит в состав Городецкого сельского поселения (с 1 января 2006 года по 1 апреля 2013 года входила в Шонгское сельское поселение), с точки зрения административно-территориального деления — в Емельяновский сельсовет.
Население по данным переписи 2002 года — 37 человек (21 мужчина, 16 женщин). Всё население — русские.

## География
Находится у впадения река Шатеневский Пичуг в реку Юг. Высота доходит до 147,4 м. Местность холмистая, рядом густой лес. Ближайшие населённые пункты — деревни Савино и Шатенево.
В деревне 15 домов, из которых около половины являются жилыми. Ближайший магазин и школа находятся в деревне Шатенево. Рядом с деревней на холме есть руины церкви.

## Известные жители
- Кокшаров, Иван Иванович (06.09.1919 — 04.07.2004) — пулемётчик 801-го стрелкового полка, старший сержант, Герой Советского Союза[5]